# Sankta Petkas kapell, Belgrad
Sankta Petkas kapell (serbiska: Капела Свете Петке/Kapela Svete Petke) är ett serbisk-ortodoxt kapell beläget vid Kalemegdan i Serbiens huvudstad, Belgrad.
Kapellet är helgat åt Sankta Petka och tillhör det serbisk-ortodoxa stiftet Belgrads och Karlovcis ärkebiskopsdöme.

## Historik
Sankta Petkas kapell i Belgrad har en förhistoria sedan år 1417, men som mycket annat i staden har det skadats eller förstörts vid upprepade tillfällen i samband med krig och skiftande statstillhörighet. Det nuvarande kapellet invigdes 1937.

## Bilder

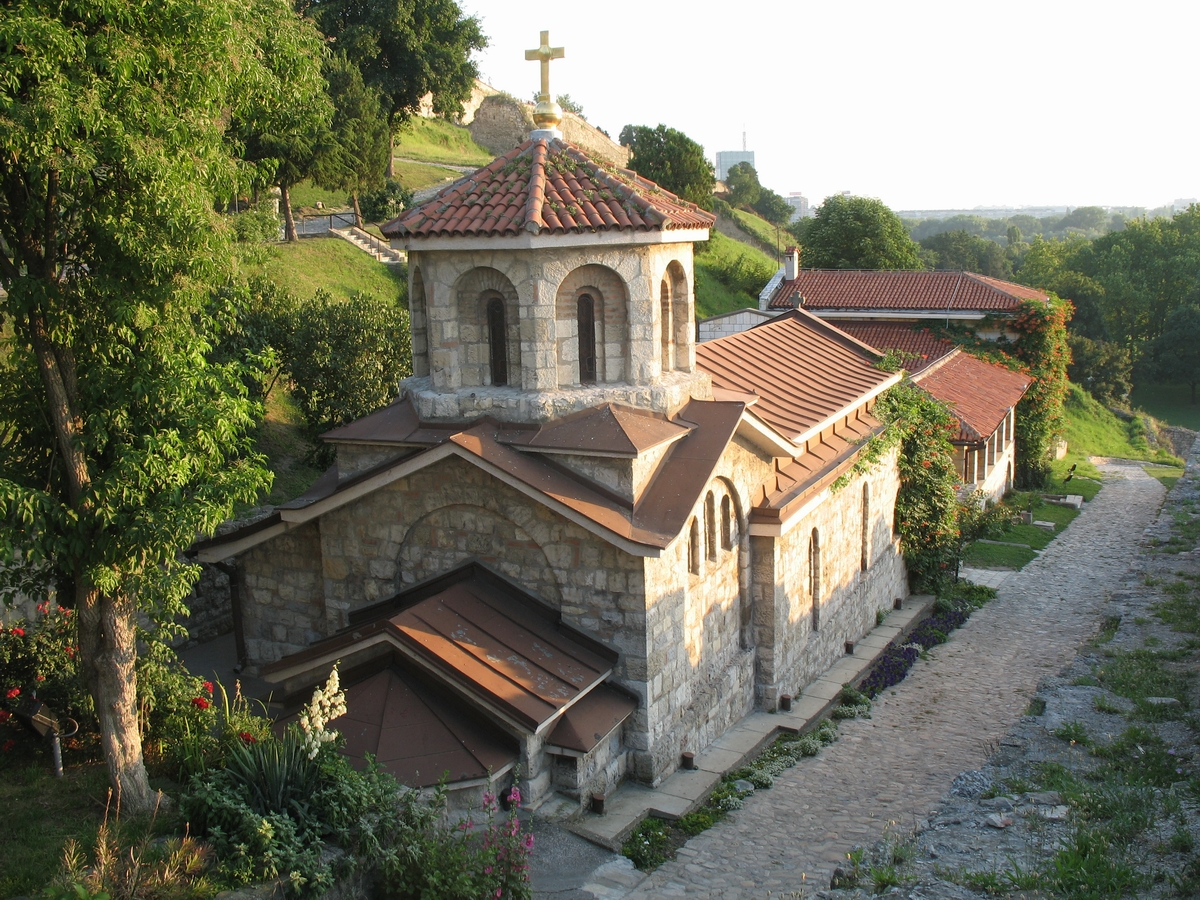
Baksidan.
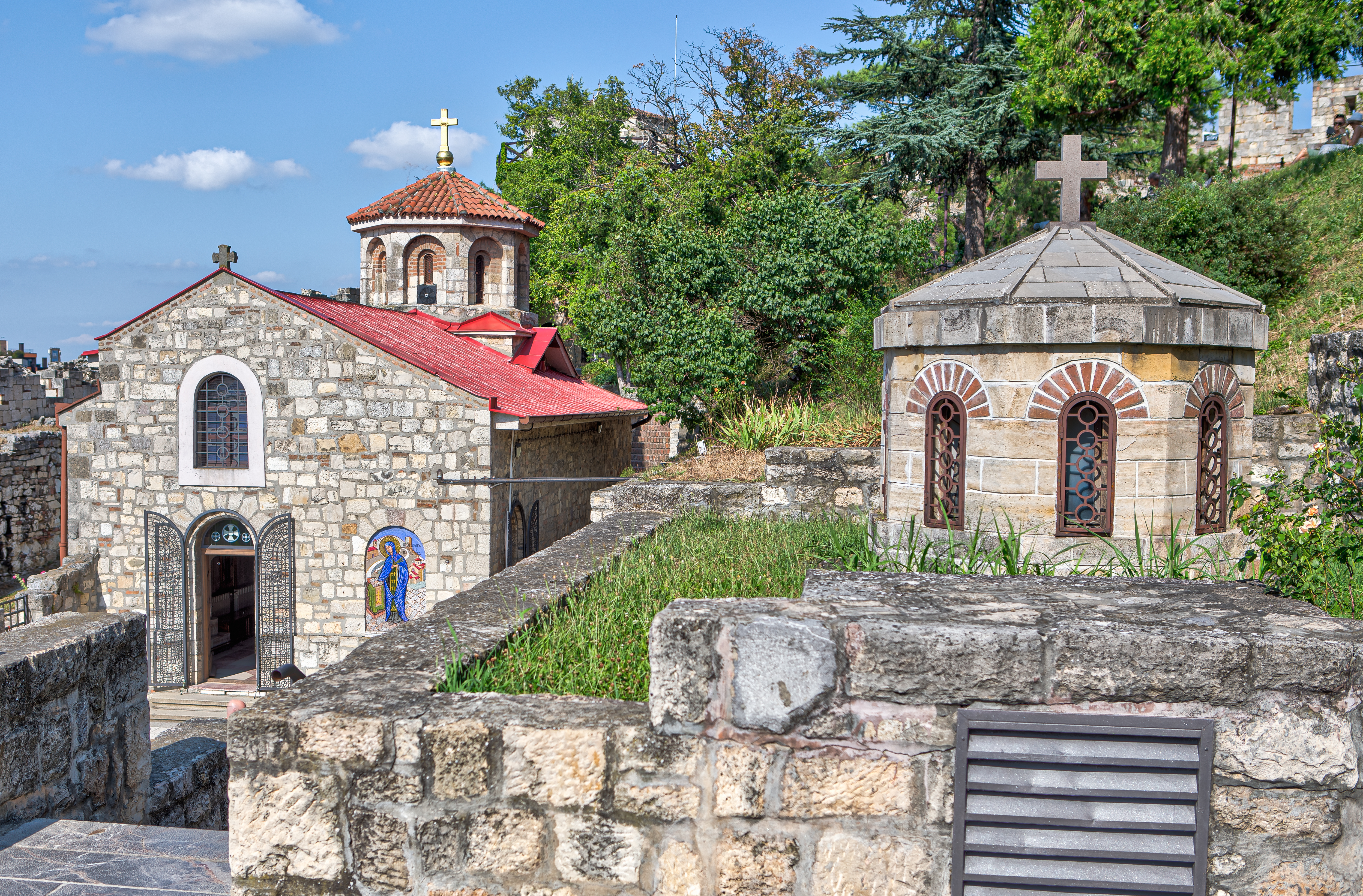
Framsidan.
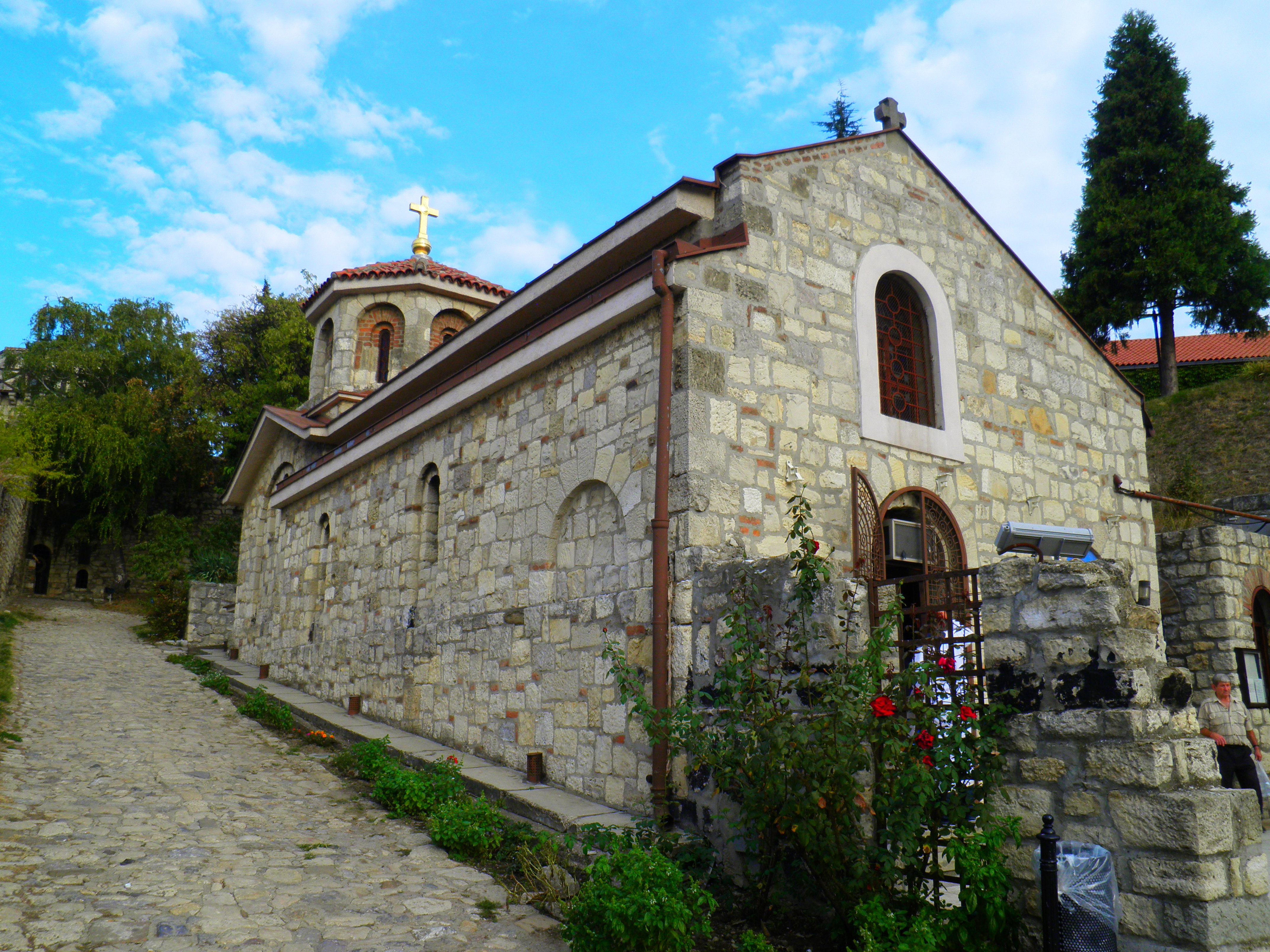
Ena långsidan.
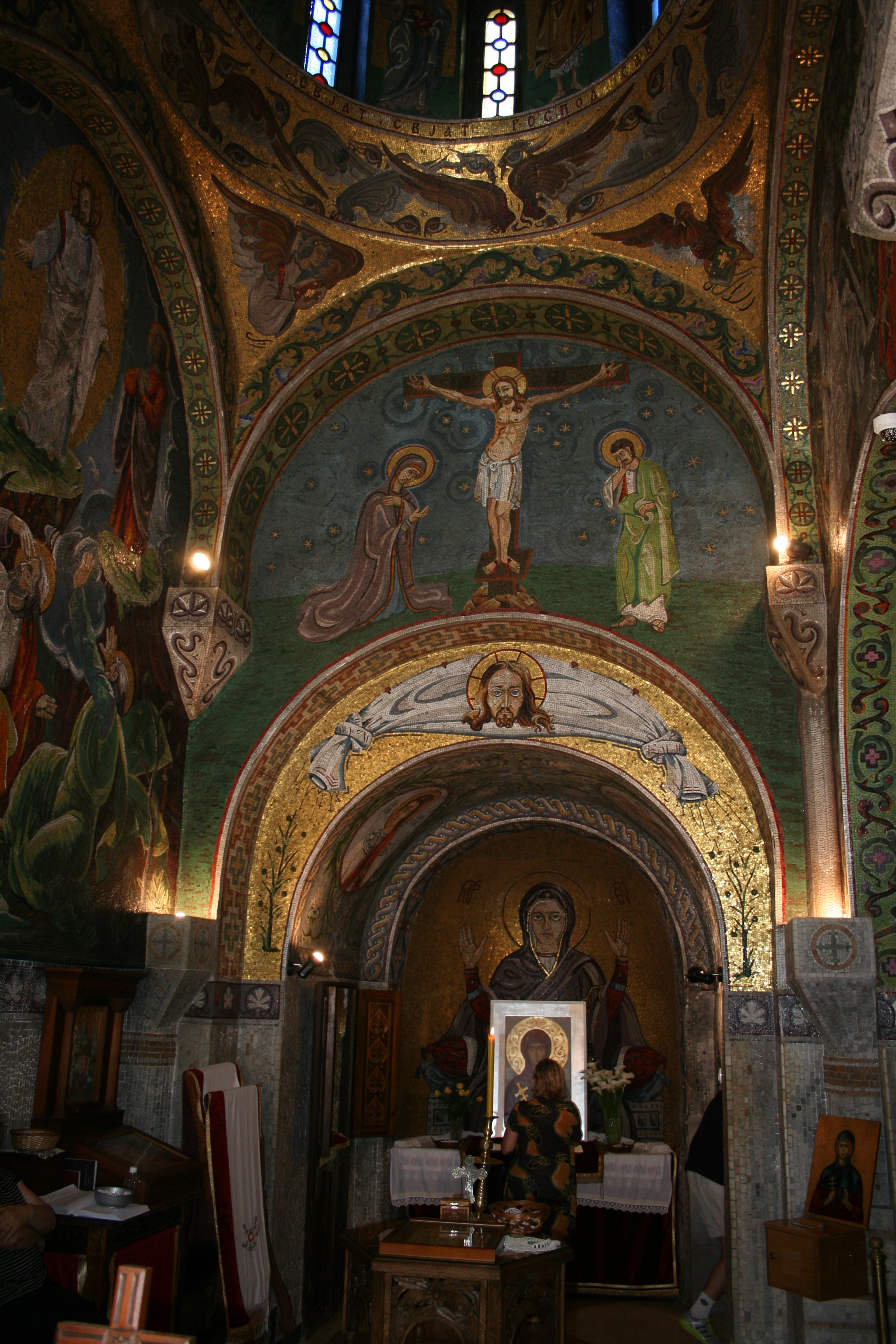
Kapellets interiör.
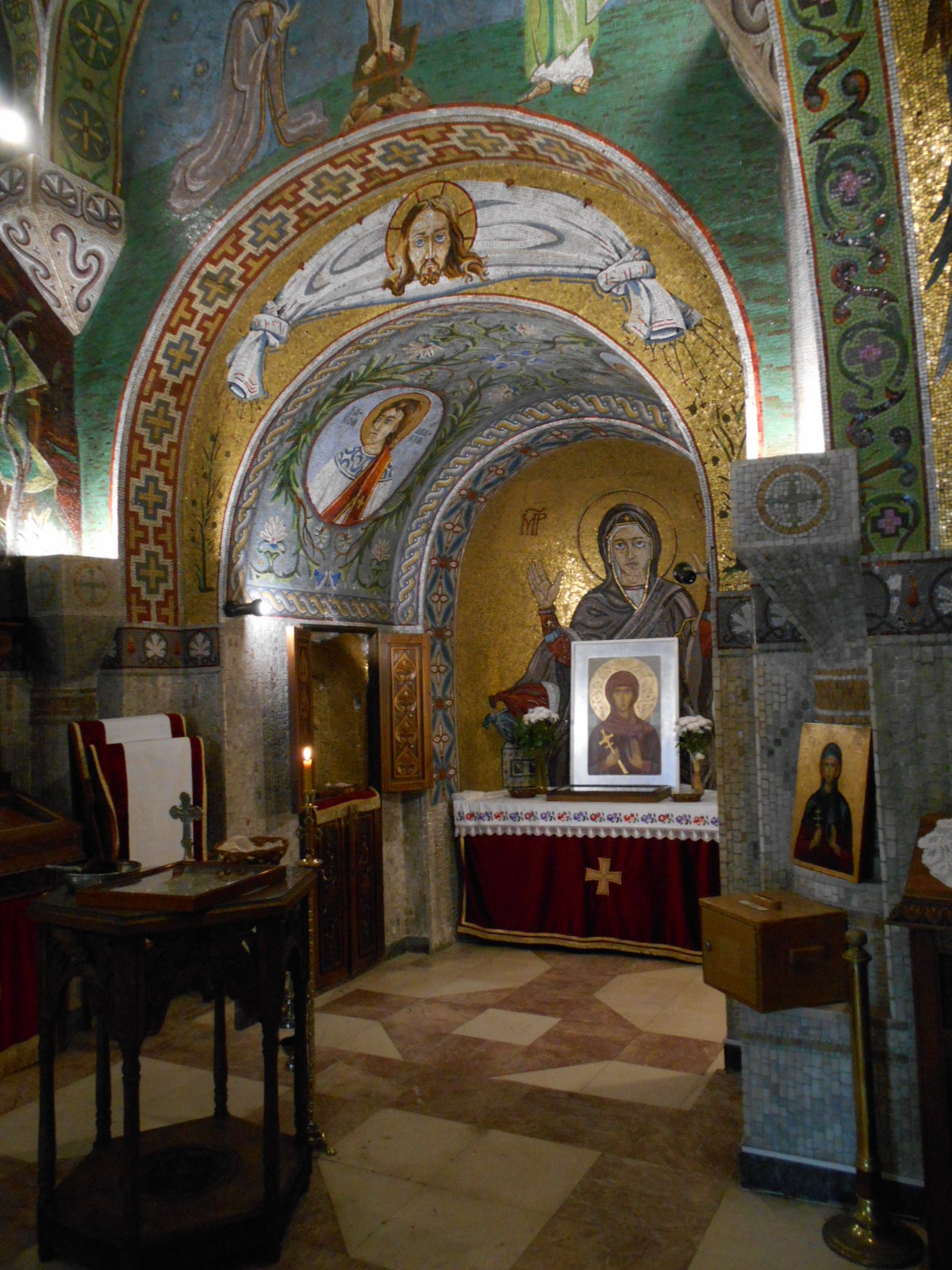
Interiören.